# Ammophile à ligule courte
Ammophila breviligulata
Espèce
Classification APG III (2009)
L'ammophile à ligule courte (Ammophila breviligulata)  est une espèce végétale de la famille des Poaceae.

## Description
Cette plante vivace atteint entre 60 et 90 cm de haut à maturité. Sa tige creuse (autrement appelée chaume) est rigide et cylindrique pouvant aller de 5 à 80 cm de hauteur et reste courte si une inflorescence n'est pas produite. La plus importante floraison est habituellement observée au printemps, avec la production de fruits et de graines au cours de l'été et les feuilles sont conservées à l'année. L’ammophile à ligule courte a une durée de vie modérée par rapport à la plupart des autres espèces végétales et un taux de croissance rapide.
Les feuilles à la base de la tige, longitudinalement veinées et glabres, sont alternées et de couleur vert moyen à vert clair. Les feuilles les plus anciennes persistent en séchant à la base de la tige et sont de couleur brune.
Les limbes ont une largeur de 4 à 10 mm, ils sont ascendants, raides et droits. La moitié inférieure de chaque limbe vers sa base, est généralement plate, tandis que la moitié supérieure vers son extrémité, est souvent fortement enroulée. La surface interne du limbe, dirigée vers le chaume, est émoussée et bleu pâle, tandis que la surface extérieure du limbe est de taille moyenne, vert foncé et glabre. Les marges sont de texture rugueuse vers la pointe du limbe, de plus en plus lisse vers la base du limbe. Les ligules, courtes et membraneuses, ont une longueur d’environ 3 mm. Chaque panicule a une tige centrale et plusieurs branches latérales d’environ 5 cm de longueur.
Cette ammophile possède une floraison à dominante jaune. Plusieurs fleurs simples en épillets sur de courts pédicelles se produisent le long de chaque branche latérale de la panicule. Les épillets sont d’environ 9 à 15 mm de long et légèrement aplatis, composés d'une paire de glumes, de lemmes, de paléoles membraneuses, et d’un fleuron unique. Les glumes sont de 9 à 15 mm de long et linéaires lancéolées le long de leurs surfaces extérieures. Il y a petite touffe de poils à la base du fleuron qui est composé de l'ovaire, de trois étamines, et d’une paire de stigmates. La période de floraison se produit entre la fin du printemps et la fin de l'été. Les fleurs sont pollinisées par le vent (anémochorie). Après la pollinisation, les lemmes fertiles sont remplacés par des grains allongés appelés caryopses, qui ont une bonne capacité à flotter.
Le système racinaire est fibreux et à long rhizome. A. breviligulata envahit les surfaces adjacentes en produisant des rhizomes plagiotropes. Ces rhizomes mesurent d'un à plusieurs mètres de longueur, pouvant atteindre une profondeur de 50 cm ; des pousses se développent ensuite sur certains nœuds de ces rhizomes (M. Maun, 1985). La reproduction peut également se faire par les rhizomes, et elle peut ainsi former de grandes colonies. Cette capacité à coloniser fait de cette herbe une plante très utile pour la stabilisation des dunes. Néanmoins, les piétons ou la circulation de véhicules qui font se plier ou se rompre les chaumes endommagent sérieusement les plantes pouvant même les tuer si la circulation est intense.

## Écologie

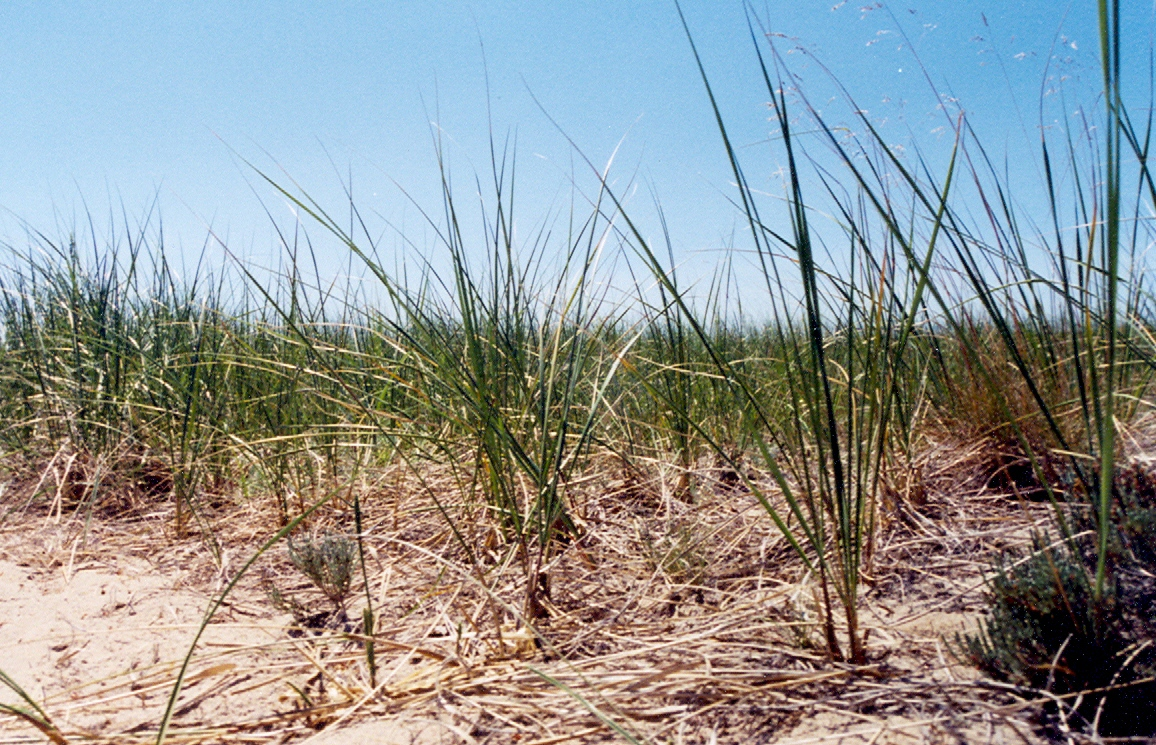
Ammophila brevigulata, Ontario, Canada

On retrouve majoritairement cette poacée au niveau des dunes de sable stables (elle est parfois la seule à s’y trouver), puisqu’elle est un très bon exemple de plantes dites xérophytes. Cette plante est originaire de la région côtière de l’Amérique de l’Est (du Maine à la Caroline du Nord en passant par les Grands Lacs). Dans les années 1930, A. breviligulata a été introduit en Oregon (État de la côte pacifique des États-Unis) sur plus de 1 200 ha et aujourd’hui elle est l'espèce prédominante utilisée le long des côtes de l’Atlantique et des Grands lacs pour la stabilisation des premières dunes de sable. Elle est également utilisée sur d’autres sites ayant des niveaux de salinité élevée et avec des conditions dures de sécheresse, pour lutter contre l'érosion.
Ces feuilles longues et étroites peuvent facilement se plier, et la surface rugueuse supérieure de la feuille contient les ouvertures d'échange de gaz, peut s'orienter au vent. Elle se répand rapidement dans son milieu naturel (de 1,8 à 3,0 m par an) grâce à ces rhizomes et peut produire jusqu'à 100 tiges par touffe chaque année.
Elle peut tolérer l’ensablement jusqu'à 1 mètre d’autant plus que cette tolérance stimule les rhizomes qui poussent verticalement et est un élément essentiel pour la bonne vigueur de la plante.
Étrangement, l’ammophile à ligule courte est beaucoup moins vigoureuse plus loin des côtes. Pourquoi cette espèce, qui arrive si bien à pousser au niveau des dunes, n’arrive-t-elle pas dans un habitat beaucoup plus propice à son développement, là où d’autres plantes poussent ? Ce phénomène a été largement étudié par une équipe de chercheurs qui ont évalué la sensibilité de cette plante face aux agents pathogènes du sol tels que les nématodes,. En effet, la densité de ces agents pathogènes est faible dans le sable fraîchement déposé, mais il s'accumule dans les racines des ammophiles sur du sable stabilisé. Bien que les détails soient complexes, les résultats affirment que l’ammophile à ligule courte est en grande partie limitée aux dunes de sable qui sont immédiatement adjacentes au bord de l’eau (on parle d’avant-dune) et où le sable est enlevé et redéposé assez fréquemment.
L’atout majeur de l’ammophile à ligule courte est la stabilisation des dunes de sable le long des côtes et ainsi vise à réduire les problèmes liés à leur avancement. Par ailleurs, elle est aussi utilisée pour la re-végétalisation puisqu’elle réussit à se développer là où les sols sont très sablonneux ou arides ; autrement dit là où les conditions de plantation en font un lieu difficile pour l'établissement d'espèces ensemencées. Malheureusement dans cet usage, l’ammophile à ligule courte ne peut survivre que quelques années en raison de son intolérance face aux agents pathogènes, mais elle joue un rôle important dans le démarrage de la succession végétale. Enfin, cette poacée ne tolère pas beaucoup une humidité importante dans le sol avant de montrer des signes de stress.

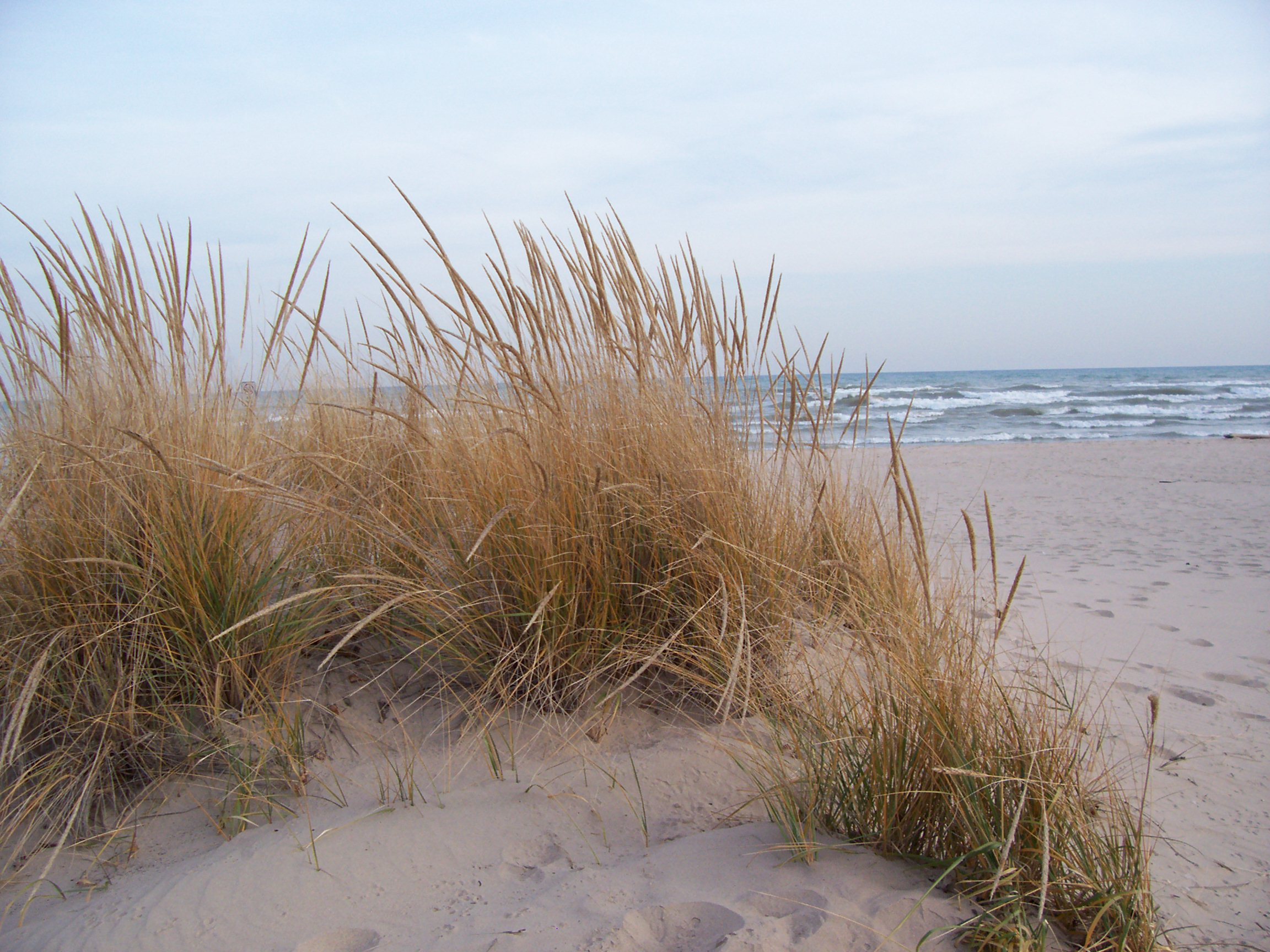
Ammophila breviligulata près du lac Michigan, Wisconsin

Au vu des caractéristiques biologique de cette plante, on pourrait se questionner sur son pouvoir envahissant. La Global Invasive Species Database (autrement dit, la base de données mondiale des espèces envahissantes, qui référence les espèces envahissantes modifiant la biodiversité originelle d'une région à la suite de leur introduction) ne la classe pas comme telle, mais on y trouve une autre plante du type Ammophila : Ammophila arenaria. A. arenaria est une poacée, originaire d'Europeelargement implanté pour stabiliser et protéger les côtes de l'érosion. Néanmoins elle peut concurrencer et déplacer des communautés végétales indigènes et modifier les habitats des communautés d'invertébrés et des espèces d'oiseaux comme l’huîtrier des Chatham qui est en voie de disparition ou bien encore le Gravelot neigeux.
Une fois établie, elle se répand grâce à ses rhizomes et reste difficile et coûteuse à contenir. D’ailleurs à partir du XIXe siècle, A. arenaria a été introduite sur la côte Pacifique d'Amérique du Nord (de la Californie au nord à la Colombie-Britannique), mais aujourd’hui elle commence à être supplantée par A. breviligulata. La question sur l’invasion d’A. breviligulata commence donc à être étudiée par de nombreux groupes de recherche en Amérique du Nord.
Néanmoins, cette plante est considérée comme une plante menacée dans certains États américains de la région des Grands Lacs (Minnesota, Ohio, et Pennsylvanie) et même en voie de disparition en Illinois.

## Le parasitisme animal
Plus de la moitié du domaine sur lequel A. breviligulata s'étend coïncide avec le territoire de ponte de la tortue Malaclemys terrapin, tortue aquatique de la famille des Emydidae. Elles se reproduisent au début du printemps et pondent de 5 à 12 œufs dans des dunes de sable avant d’éclore à la fin d'été.
Les auteurs d'une étude de 1988 ont utilisé la spectrométrie gamma pour déterminer s'il y avait un déplacement des éléments nutritifs des œufs de tortue vers l'A. breviligulata.
Ils ont injecté dans ces œufs, ramassés sur le terrain dans les 48h suivant la ponte, une solution composée de 45Se, de 137Cs, de 54Mn et de 59Fe. Une fois marqués, les œufs ont été enfouis sous le sable, dans des pots contenant des A. breviligulata. Ils ont ensuite suivi les différents plants d’A. breviligulata sur une période de 15 semaines, pour y détecter l'apparition d'isotopes. En l'espace de 45 jours, ils ont tous été retrouvés, à l'exception du 59Fe, dans les tiges aériennes, à une distance de plus de 30 cm des œufs. Le fer a été lui aussi absorbé, mais est demeuré dans les racines. Les trois autres isotopes (à savoir le sélénium, manganèse et césium) ont continué de s'accumuler régulièrement pendant 90 jours, après quoi ils ont commencé à se déplacer dans les parties souterraines de la plante. Cette étude suggère donc qu’A. breviligulata absorbe les éléments nutritifs contenus dans les œufs de tortue, exploitant ainsi une source nourricière providentielle venant compenser la pauvreté des dunes en minéraux.
Mais ce phénomène n’est pas exclusif à la plante A. breviligulata ni aux œufs de tortue M. terrapin. Par exemple, Andropogon sp arrive à pénétrer l’embryon bien développé dans l’œuf de la tortue de Floride, Trachemys scripta elegans. Ainsi, les plantes peuvent absorber les éléments nutritifs à partir de nouveau-nés bien développés ainsi que les œufs moins développés. En introduisant des éléments nutritifs dans les écosystèmes de plage (qui sont des milieux stressants), les tortues de mer, qui nichent partout dans le monde, peuvent aider à maintenir des écosystèmes au niveau des avant-dunes.
On remarque donc bien que certaines espèces jouent un rôle essentiel dans le fonctionnement des écosystèmes par le transport d'énergie et de nutriments d'un écosystème à l'autre comme c’est le cas de la relation entre la tortue et la plante A. breviligulata.